# Кристанваль, Филипп
Фили́пп Шарль Люсье́н Кристанва́ль (фр. Philippe Charles Lucien Christanval; род. 31 августа 1978 года, Париж, Франция) — французский футболист, играл на позиции центрального защитника.

## Карьера
Его футбольная карьера началась в 1998 году в «Монако», где он провёл 81 игру, забив один гол. В те времена «Монако» был сильной командой, успешно выступал в Лиге чемпионов, и поэтому Филиппом заинтересовались многие европейские клубы. В 2000 году Филипп был признан лучшим молодым футболистом чемпионата Франции.
Филипп перешёл в «Барселону» за £ 6.5 миллионов в июне 2001 года. Но провёл игр в «Барселоне» он очень мало.
После перехода в сезоне 2003-04 из стана сине-гранатовых во французский «Марсель» 26-летнего футболиста настигла эпидемия травм, вынудившая его клуб разорвать контракт с игроком за два года до истечения срока.
Им интересовался «Арсенал» и московский «Спартак», но из-за травмы оба клуба отказались от его покупки.
В итоге Кристанваль перешёл в «Фулхэм», в котором стал игроком основы. Но всё те же травмы помешали ему заиграть. В 2008 году закончился его контракт с «Фулхэмом», и клуб не стал его продлевать. Филипп стал свободным агентом, им интересовался «Блэкберн Роверс». Появлялись сообщения о том, что он может перейти в клуб MLS «Торонто», но этого не произошло. И после нескольких месяцев без футбола Кристанваль решил завершить карьеру.

## Личная жизнь
31 октября 2003 года Кристанваль заявил, что принял ислам, что подтвердил его партнёр по сборной Франции Тьерри Анри. Также Кристанваль заявил, что в течение многих лет соблюдал пост в месяц Рамадан, и что тренеры команд были не против этого.